# هانك شيان
هانك شيان (بالإنجليزية: Hank Chien)‏ هو لاعب رياضة إلكترونية ‏ أمريكي، ولد في 4 أغسطس 1974 في تايوان.